# Fusafjorden
60°10′57.007″N 5°32′33.371″Ø / 60.18250194°N 5.54260306°Ø
Fusafjorden er en fjordarm af Bjørnafjorden i kommunene Os og Fusa i Vestland fylke i Norge.
Fjorden går nordover og deler sig i de tre fjordarme Samnangerfjorden i vest, Ådlandsfjorden i midten og Eikelandsfjorden i øst. Længden ind til hvor fjordene deler sig er 12 km, men videre til bunden af Samnangerfjorden er der cirka 35 km.
Fjorden har indløb mellem Bjørnetrynet ved Bjørnåsen ud for Halhjem i vest og Vinnes i øst, en afstand på cirka 8 km. På vestsiden af fjorden ligger Osøyro, kommunecenteret i Os kommune. Nordvest for Osøyro ligger Hattvik og  derfra går der færgeforbindelse tværs over fjorden til Venjaneset og lige indenfor næsset ligger Fusavika og bygden Fusa, som har lagt navn til kommunen; Kommunecenteret i Fusa er derimod Eikelandsosen i bunden av Eikelandsfjorden. Tre kilometer  nord for færgeruten  deler Fusafjorden sig i de tre nævnte fjorde.